# Шмальц, Отто
Отто Шмальц (нем. Otto Schmalz; 30 марта 1861, Картхаус, Восточная Пруссия (ныне Картузы, Польша) — 6 октября 1906, Берлин) — немецкий архитектор.
Учился в Высшей технической школе в Шарлоттенбурге, с 1894 г. преподавал там же. Работал под руководством Людвига Хофмана и Пауля Валлотa. В 1895—1905 гг. руководитель строительного управления Шарлоттенбурга.
Основные постройки — берлинские государственные, судебные и образовательные учреждения. Под руководством Шмальца в 1900—1904 гг. шло строительство здания Берлинского окружного суда по проекту Пауля Тёмера (угол Нойе Фридрихштрассе и Грунерштрассе, не сохранилось).